# Yreka
Yreka és una població dels Estats Units a l'estat de Califòrnia. Segons el cens del 2008 tenia 7.368 habitants.

## Demografia
Segons el cens del 2000, Yreka tenia 7.290 habitants, 3.114 habitatges, i 1.880 famílies. La densitat de població era de 282 habitants/km².
Dels 3.114 habitatges en un 29,4% hi vivien nens de menys de 18 anys, en un 43,8% hi vivien parelles casades, en un 13% dones solteres, i en un 39,6% no eren unitats familiars. En el 34,8% dels habitatges hi vivien persones soles el 17,2% de les quals corresponia a persones de 65 anys o més que vivien soles. El nombre mitjà de persones vivint en cada habitatge era de 2,27 i el nombre mitjà de persones que vivien en cada família era de 2,92.
Per edats la població es repartia de la següent manera: un 25,5% tenia menys de 18 anys, un 7,8% entre 18 i 24, un 23,5% entre 25 i 44, un 23,8% de 45 a 60 i un 19,4% 65 anys o més.
L'edat mediana era de 41 anys. Per cada 100 dones de 18 o més anys hi havia 88,3 homes.
La renda mediana per habitatge era de 27.398 $ i la renda mediana per família de 37.448 $. Els homes tenien una renda mediana de 31.632 $ mentre que les dones 23.986 $. La renda per capita de la població era de 16.664 $. Entorn del 17,5% de les famílies i el 21,2% de la població estaven per davall del llindar de pobresa.

## Poblacions més properes
El següent diagrama mostra les poblacions més properes.